# Веджвуд, Томас
То́мас Ве́джвуд (англ. Thomas Wedgwood; 14 мая 1771, Этрурия, Стаффордшир — 10 июля 1805, Истбери Парк, Дорсет) — английский химик и пионер фотографии.

## Биография
Томас Веджвуд родился 14 мая 1771 года в семейном поместье Этрурия-Холл в Стаффордшире, Англия. Он был младшим из трёх детей производителя керамики Джозайи Веджвуда (1730—1795) и его двоюродной сестры и жены Сары Веджвуд (1734—1815). Томас рос болезненным, из-за чего почти не ходил в школу, а получал домашнее образование. В 1787—1789 годах он недолго обучался в Эдинбургском университете, но не смог его окончить из-за состояния здоровья. Тем не менее, путём самообразования и благодаря знакомству семьи со многими интеллектуалами эпохи, Томас смог получить широкое образование — от искусства до передовой науки своей эпохи, а также завязать знакомства с некоторыми ведущими британскими учёными. Отец Томаса хотел, чтобы он и его брат Джозайя-младший стали совладельцами семейного бизнеса после его смерти — он предполагал, что Томас должен был заниматься сбытом, а Джозайя — производством. Томас начал работать на фабрике, проводя химические опыты, которые могли бы «серебрить» керамические изделия. Однако работу на фабрике пришлось прекратить, поскольку в апреле 1792 года у него случился нервный срыв. Родственник Веджвудов Эразм Дарвин посоветовал в качестве лечения смену обстановки, поэтому отец направил Томаса в Париж, на празднование третьей годовщины взятия Бастилии. Это не помогло, Томас вернулся из Франции в ещё бо́льшей депрессии, чем уезжал, поэтому Джозайе-старшему пришлось отказаться от своих планов сделать сына своим наследником.
В 1795 году умер отец Томаса, оставив тому большое наследство. Томас и его брат стали активно заниматься благотворительностью, в частности поддерживая поэта Сэмюэла Томаса Кольриджа, который стал близким другом Томаса — они оплатили тому поездку в Германию в 1798 году, чтобы тот мог изучить немецкую идеалистическую философию, и предоставили ему пожизненную пенсию в 75 фунтов. Другими получателями помощи братьев Веджвуд стали друг Томаса по Эдинбургу физик Джон Лесли (годовое пособие в 150 фунтов) и Пневматический институт Томаса Беддоуса (1000 фунтов ежегодно).
Вероятно, примерно в те же годы Веджвуд познакомился со ставшим впоследствии известным учёным Гемфри Дэви, с которым они провели ряд опытов, ставшими одним из первых шагов к изобретению фотографии, — попытки перенести изображение на обработанные светочувствительными составами материалы. Вероятно, Веджвуд начинал опыты с попыток перенести на обработанные нитратом серебра бумагу и кожу изображения, полученные при помощи камеры-обскуры. В дальнейшем коллеги попытались получать изображения плоских предметов (например, листьев или крыльев насекомых) контактным способом. Делались попытки перенести изображение со стекла и создать «профили фигур» (возможно, имеются в виду силуэты людей). Для того времени опыт оказался достаточно успешным — на белой бумаге или коже появлялся тёмный силуэт, однако из-за низкой светочувствительности камера-обскуры выдержка должна была быть очень долгой; кроме того, исследователи не смогли решить вопрос с фиксацией изображения, и находящийся на свету обработанный светочувствительными материалами объект вскоре становился полностью чёрным. Веджвуд и Дэви пытались использовать различную концентрацию раствора нитрата серебра с целью сохранить полученное изображение, пытались заменять простую воду в растворе мыльной, пытались покрывать полученное изображение лаком — всё было безрезультатно. Велись также эксперименты с целью ускорения получения изображения: Веджвуд и Дэви пытались получать результат на солнечном свету и в тени, использовали цветное стекло и так далее. Несмотря на то, что получить приемлемый результат не удалось, по итогам этих опытов в июле 1802 года Дэви опубликовал в журнале Journal of the Royal Institution научную работу под названием «Отчёт о методе копирования изображений на стекло и получения профилей посредством света на нитрате серебра, изобретённом Т. Веджвудом, эсквайером, с наблюдениями Г. Дэви» (англ. An account of a method of copying paintings upon glass, and of making profiles by the agency of light upon nitrate of silver, invented by T. Wedgwood, esq., with observations by H. Davy). Хотя опыты Веджвуда и Дэви не позволили получить устойчивого изображения, многие из их идей нашли в дальнейшем применение.
Эксперименты Веджвуда и Дэви были прерваны в 1802 году из-за ухудшившегося состояния здоровья Томаса, после чего Дэви переключился на другие проекты. С раннего детства у Томаса Веджвуда случались регулярные приступы депрессии, для борьбы с которыми он отправлялся в путешествия. Так, он побывал во многих курортных городах Англии, в 1795 году путешествовал по Германии, а в 1800 был в Вест-Индии. Прервав в 1802 году опыты с Дэви, в мае он отправился в Европу, однако в сентябре был вынужден вернуться, не добившись улучшения. В условиях ожидавшегося вторжения войск Наполеона он создал и оснастил за свой счёт армейский корпус, составленный из добровольцев района озера Алсуотер и поддерживал его существование в течение 1803 и 1804 годов. Томас Веджвуд скончался 10 июля 1805 года в своём поместье Истбери Парк в Дорсете. На момент смерти ему было 34 года